# Ciliegia di Giuliano Teatino e Raiano
La ciliegia di Giuliano Teatino e Raiano è una varietà di ciliegia dolce coltivata in Abruzzo ed in particolare nella provincia di Chieti a Giuliano Teatino e nella provincia dell'Aquila a Raiano. Fa parte dei prodotti agroalimentari tradizionali abruzzesi.